# SX-70

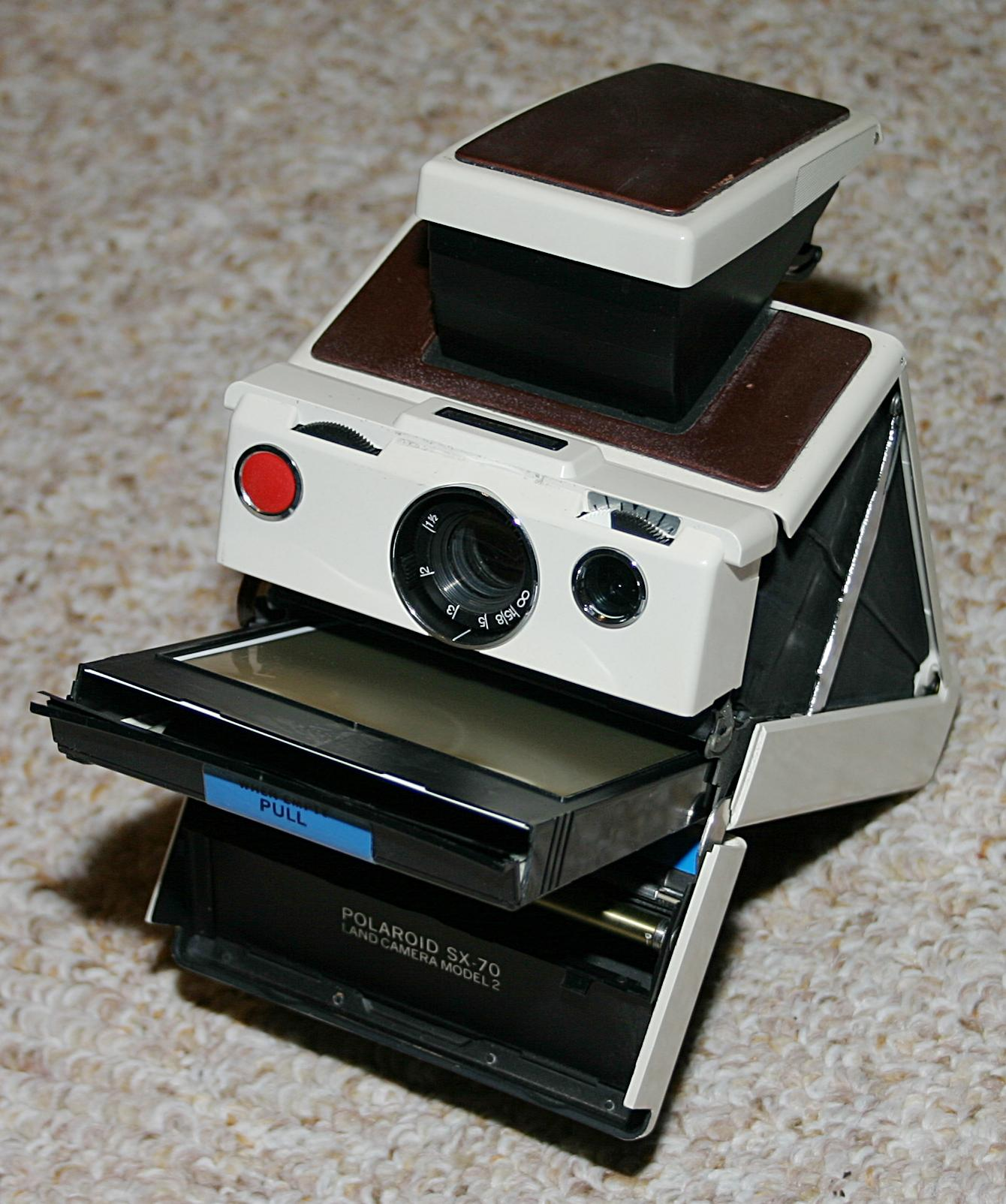
SX-70 Model 2 s filmovým zásobníkem vpředu

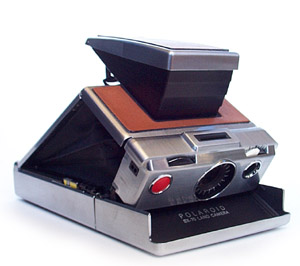
Fotoaparát se sklápí

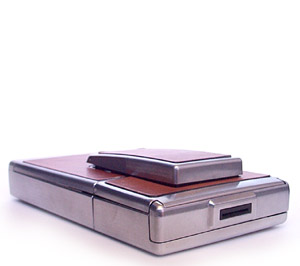
SX-70 ve sklopeném stavu

Fotoaparát SX-70 je jednooká zrcadlovka, kterou vyráběla společnost Polaroid Corporation v letech 1972-1977.

## Historie
Polaroid do modelu SX-70 integroval instantní film, který se vyvíjel automaticky bez nutnosti zásahu fotografa. SX-70 byl také pozoruhodný svou elegantní skládací konstrukcí, která zajišťovala kompaktnost přístroje. Je tedy právem řazen mezi sklopné fotoaparáty.
Původní verze SX-70 Alpha 1 se sklopným tělem z nerezové oceli byla zaměřena na spotřebitelský trh v oblasti high-end.
V roce 1979 firma Polaroid Corporation věnovalala jeden model SX-70 maďarskému fotografovi André Kertészovi, se kterým experimentoval do osmdesátých let.

## Typy fotoaparátů SX-70
- SX-70, SX-70 Model 2
- SX-70 Alpha, SX-70 Alpha Models 1 & 2
- SX-70 Model 3
- SX-70 Sonar/Autofocus[1]